# Moussonia rupicola
Moussonia rupicola är en tvåhjärtbladig växtart som först beskrevs av Paul Carpenter Standley och Louis Otho Otto Williams, och fick sitt nu gällande namn av Wiehler. Moussonia rupicola ingår i släktet Moussonia och familjen Gesneriaceae. Inga underarter finns listade i Catalogue of Life.